# Lac Séminole
Le lac Séminole est un lac artificiel situé au sud-ouest de la Géorgie sur sa frontière avec la Floride. Le lac est alimenté par la Chattahoochee et la Flint qui s'y rejoignent pour former l'Apalachicola, après le barrage Jim-Woodruff (écluse et barrage) construit en 1957.

## Sources
- (en) Lake Seminole sur le site du Corps du génie de l'armée des États-Unis
- Plan du lac sur le site du Corps du génie de l'armée des États-Unis